# Simpliciana
Die Simpliciana – Schriften der Grimmelshausen-Gesellschaft ist eine seit 1979 jährlich publizierte literaturwissenschaftliche Fachzeitschrift, die von der Grimmelshausen-Gesellschaft herausgegeben wird.
In den Simpliciana erscheinen Studien zum Leben und Werk von Johann Jacob Christoffel von Grimmelshausen (1621 oder 1622–1676) und zur Literatur der Frühen Neuzeit. Neben Aufsätzen werden auch Rezensionen veröffentlicht.
Herausgegeben wird das Jahrbuch derzeit von Peter Heßelmann (Präsident der Grimmelshausen-Gesellschaft und Professor für Neuere deutsche Literatur an der Westfälischen Wilhelms-Universität Münster) in Verbindung mit dem Vorstand der Grimmelshausen-Gesellschaft. Es erscheint im Verlag Peter Lang (Bern, Berlin, Bruxelles, Frankfurt am Main, New York, Oxford, Wien). Frühere Herausgeber waren Günther Weydt, Rolf Tarot und Dieter Breuer.
Seit 2005 gibt es die Buchreihe Beihefte zu Simpliciana. Sie erscheint ebenfalls im Verlag Peter Lang (Bern, Berlin, Bruxelles, Frankfurt am Main, New York, Oxford, Wien).